# Ratscha-Gebirge
Das Ratscha-Gebirge (georgisch რაჭის ქედი, Ratschis kedi) ist ein Teilgebirge des Großen Kaukasus, das sich südlich von dessen Hauptkamm über eine Länge von 85 km in Ost-West-Richtung erstreckt.
Das Ratscha-Gebirge erreicht eine maximale Höhe von 2862 m. Nördlich des Ratscha-Gebirges befindet sich die historische Region Ratscha, der östliche Teil liegt in Südossetien. Südwestlich des Gebirges beginnt die Kolchische Tiefebene. Das Ratscha-Gebirge wird von folgenden Flüssen entwässert: Kischelta, Zata und Großer Liachwi nach Osten sowie Dschotschijara, Dschedschora und Rioni nach Westen. 
Das Gebirge besteht im Wesentlichen aus Kalkstein, Porphyr und Glimmerschiefer. Es gibt Karsterscheinungen, darunter im Schaori-Tal, das vom Schaori-Stausee überflutet wurde. An den Berghängen wachsen Laubwälder (hauptsächlich Buche), Tannenwälder, subalpine und alpine Vegetation. In den südwestlichen Ausläufern bei Tqibuli gibt es Kohlevorkommen. Im Nordosten bei Kwaissa gibt es Blei- und Zinkerzvorkommen.